# Gran Premi de la Vila de Valladolid
El Gran Premi de la Vila de Valladolid va ser una competició ciclista femenina que es disputà a Valladolid, a Espanya. Creada el 2010, va durar només dues edicions i va formar part de la Copa del Món de ciclisme femení.

## Palmarès
| Any  | Vencedora        | Segona           | Tercera              |
| ---- | ---------------- | ---------------- | -------------------- |
| 2010 | Charlotte Becker | Judith Arndt     | Annemiek van Vleuten |
| 2011 | Marianne Vos     | Rossella Callovi | Emma Johansson       |